# Чисголм (Онтаріо)
Чисго́лм (населення за переписом 2016 року в Канаді — 1291) — селище в північно-східному Онтаріо, Канада, в окрузі Ніпіссінг.
На картах показано, що містечко складається з громад Олдердейл, Бутс-Лендінг, Чізвік, Фоссмілл, Грехемвейл і Васінг, однак зараз ці громади являють собою трохи більш щільні райони житлової забудови, або повністю покинуті у випадку Фоссмілла. Адміністративні офіси містечка розташовані в Чізвіку. Олдердейл, Фоссмілл, Грехемвейл і Васінг колись були зупинками або мильовими точками вздовж Олдердейлського відділення Канадської національної залізниці. Залізничне сполучення занепало в середині 20 століття і було повністю ліквідовано в 1996 році.

## Демографія
За даними перепису населення 2021 року, проведеного Статистичним управлінням Канади, населення Чисголма становило 1312 осіб, які проживали у 508 з 614 приватних осель, що на 1,6 % більше, ніж у 2016 році, коли населення міста становило 1 291 особу. З площею 205,77 км2, щільність населення у 2021 році становила 6,4 особи на км2.